# Viñedo del Suroeste
El viñedo del Suroeste (en francés, vignoble du Sud-Ouest) es una región vinícola francesa que queda entre Burdeos y la frontera con España. Parte de este viñedo está en la región francesa de Aquitania, y otra en la de Mediodía-Pirineos.

## Regiones
Pueden distinguirse tres grandes áreas que son, de norte a sur: Bergeracois, Haut Pays y Pyrénées. 

### Bergeracois
La zona más al norte es el Bergeracois. El Bergerac es un nombre genérico que se da a los viñedos de la Guyena. Estos viñedos están muy cerca de la región de Burdeos, tanto en lo que se refiere a la naturaleza de los suelos como a las variedades viníferas. Dentro de estos viñedos de la Guyena, puede diferenciarse:
- Viñedo de Bergerac. Produce vino tinto, blanco dulce, blanco seco y rosado. De aquí son las denominaciones de origen AOC Bergerac y AOC Bergerac sec. En esta sub-zona se encuentra el Viñedo de Côtes-de-Bergerac, con vino tinto estructurado y blanco dulce; produce la AOC Côtes de Bergerac.
- Viñedo de Monbazillac. Produce vino licoroso con la AOC Monbazillac.
- Viñedo de Côtes de Duras, de vino tinto, en el departamento de Lot y Garona.
- Viñedo de Côtes-du-Marmandais, de vino tinto también de Lot y Garona, clasificados como AOC desde 1990
- Viñedo de Montravel. Elabora vino blanco seco, con la AOC Montravel. Aquí se encuentra el Viñedo de Côtes-de-Montravel, que hace vino dulce con la denominación AOC Côtes de Montravel, y el Viñedo de Haut-Montravel, también de blanco dulce con la AOC Haut Montravel.
- Viñedo de Pécharmant, tinto de crianza con la AOC Pécharmant.
- Viñedo de Rosette, blanco dulce con la AOC Rosette.
- Viñedo de Saussignac, blanco dulce con la AOC Saussignac.

### El Haut Pays
Queda en el centro de la región. Tres son las subregiones que pueden encontrarse aquí. En primer lugar, están los viñedos de Quercy:
- Viñedo de Cahors, con la AOC Cahors.
- Viñedo de Coteaux du Quercy

Luego están los viñedos de Tarn y Rouergue. Esta región vinícola, al noreste de Toulouse, se extiende sobre 16.000 hectáreas de viñas. Aquí están: 
- Viñedo de Côtes-du-Frontonnais: AOC Côtes du Frontonnais.
- Viñedo de Entraygues y de Fel: AO VDQS Vins d'Entraygues et du Fel.
- Viñedo de Estaing: AO VDQS Vins d'Estaing
- Viñedo de Gaillac: AOC Gaillac, AOC Gaillac premières Côtes, AOC Gaillac doux y AOC Gaillac mousseux.
- Viñedo de Marcillac: AOC Marcillac.
- Viñedo de Millau, ubicado en torno al pueblo de Millau.
- Viñedo de Frontón, con la AOC Fronton y la AOC Villaudric. El viñedo de Fronton es un pequeño viñedo francés situado a caballo entre el Alto Garona y Tarn y Garona, entre Garona y Tarn, a una treintena de kilómetros al norte de Toulouse.
- Viñedo de Côtes-du-Marmandais: elabora vino tinto en el departamento de Lot y Garona, clasificada como AOC desde 1990.
- Viñedo de Côtes de Duras, también en el departamento de Lot y Garona, produce vino tinto con la AOC Côtes de Duras.

Finalmente, están los viñedos de Agenais: 
- Viñedo de Côtes-du-Bruhlois: AO VDQS Côtes du Brulhois.
- Viñedo de Côtes-de-Buzet: AOC Buzet.
- Viñedo de Lavilledieu: AO VDQS Vins de Lavilledieu.

### Viñedo de Gascuña
Al sur de esta región vinícola, se encuentran la Gascuña y, lindando con España, los Pirineos (Les Pyrénées). Esta región vinícola, al oeste de Toulouse se extiende desde Agen hacia el País Vasco francés al suroeste. La Gascuña limita con el Garona al norte y al este, con el río Ariège al sureste.
Viñedo de Gascuña (central) :
- Armañac (francés : Armagnac)
- Floc de Gascuña, una mistela (de uva) gascona, resultante de mezclar mosto con Armañac
- Viñedo de Côtes-de-Gascogne (Gascuña)

Viñedo de Gascuña (piamonte pirenaico) :
- Viñedo de Côtes-de-Saint-Mont: AO VDQS Côtes de St Mont.
- Viñedo de Tursan: AO VDQS Tursan.
- Viñedo de Madiran: AOC Madiran
- Viñedo de Pacherenc du Vic-Bilh: AOC Pacherenc du Vic Bilh.
- Viñedo de las arenas del océano (Vignoble des sables de l’océan), extendido sobre una franja litoral del departamento de las Landas, desde Lit-et-Mixe al norte hasta Capbreton al sur. Produce vinos del país llamados vins de sable, esto es, «vinos de arena».
- Viñedo de Côtes-du-Béarn: AOC Béarn.

Los Pirineos
- Viñedo de Jurançon: AOC Jurançon y AOC Jurançon sec (Bearne)
- Viñedo de Irouléguy: AOC Irouleguy (País Vasco francés)

## Variedades viníferas

### Tintas
- Abouriou
- Bordelais
- Bouchalés o Grappu
- Bouillet
- Cabernet sauvignon
- Cabernet franc
- Castet
- Chalosse
- Caldiguié
- Côt
- Cinsaut
- Duras
- Fer servadou
- Gamay
- Jurançon rouge
- Malbec
- Mérille
- Merlot
- Morterillo
- Mouyssagues
- Negrette
- Pinot noir
- Syrah
- Tannat
- Valdiguié

### Blancas
- Barroque
- Blanquette
- Camaralet
- Chalosse blanche
- Claret du Gers
- Clairette
- Claverie
- Courbu
- Cruchinet
- Lauzet
- Len de l'El
- Manseng
- Mauzac
- Muscadelle
- Ondenc
- Raffiat
- Rouchelein o Pineau de la Loire
- Rousselou
- Sauvignon
- Semillón
- Ugni blanc

## Estilos de vino
En esta región se producen vinos tintos, vinos rosados, blancos secos y también blancos dulces. Finalmente, hay vinos espumosos, tanto tipo brut como dulces. 